# Olympische Winterspiele 1980/Teilnehmer (Mongolei)
| Gelbes Symbol für Goldmedaillen mit stilisierten Olympischen Ringen | Graues Symbol für Silbermedaillen mit stilisierten Olympischen Ringen | Braundes Symbol für Bronzemedaillen mit stilisierten Olympischen Ringen |
| ------------------------------------------------------------------- | --------------------------------------------------------------------- | ----------------------------------------------------------------------- |
| —                                                                   | —                                                                     | —                                                                       |

Die Mongolei nahm an den Olympischen Winterspielen 1980 in Lake Placid mit einer Delegation von drei Männern teil. Der Skilangläufer Luwsandaschiin Dordsch wurde als Fahnenträger der mongolischen Mannschaft zur Eröffnungsfeier ausgewählt.

## Teilnehmer nach Sportarten

### Eisschnelllauf
Herren:
- Tömörbaataryn Njamdawaa
500 m: 35. Platz
1000 m: 37. Platz
1500 m: 31. Platz
5000 m: 29. Platz
- Dordschiin Tsenddoo
500 m: 34. Platz
1000 m: 38. Platz
1500 m: 35. Platz

### Ski Nordisch

#### Langlauf
Herren:
- Luwsandaschiin Dordsch
15 km: 48. Platz
30 km: 52. Platz
50 km: 36. Platz